# Бафи
Бафи (фр. Baffie) насеље је и општина у централној Француској у региону Оверња, у департману Пиј де Дом која припада префектури Амбер.
По подацима из 2005. године у општини је живело 114 становника, а густина насељености је износила 9,8 становника/km². Општина се простире на површини од 10,62 km². Налази се на средњој надморској висини од 850 метара (максималној 1.229 m, а минималној 749 m).

## Демографија
| 1962. | 1968. | 1975. | 1982. | 1990. | 1999. | 2011. |
| ----- | ----- | ----- | ----- | ----- | ----- | ----- |
| 217   | 184   | 146   | 130   | 108   | 101   | 117   |

График промене броја становника у току последњих година